# Slovenia International 2001
Die Slovenia International 2001 im Badminton fanden vom 18. bis zum 21. Oktober 2001 in Ljubljana statt.

## Sieger und Platzierte
| Disziplin    | Gold                           | Silber                            | Bronze                           |
| ------------ | ------------------------------ | --------------------------------- | -------------------------------- |
| Herreneinzel | Nabil Lasmari                  | Andrej Pohar                      | Aamir Ghaffar                    |
| Herreneinzel | Nabil Lasmari                  | Andrej Pohar                      | Ruud Kuijten                     |
| Dameneinzel  | Maja Pohar                     | Petya Nedelcheva                  | Susan Hughes                     |
| Dameneinzel  | Maja Pohar                     | Petya Nedelcheva                  | Nathalie Descamps                |
| Herrendoppel | Nikolai Sujew Stanislav Pukhov | Wouter Claes Frédéric Mawet       | Konstantin Dobrev Georgi Petrov  |
| Herrendoppel | Nikolai Sujew Stanislav Pukhov | Wouter Claes Frédéric Mawet       | Russell Hogg Graeme Smith        |
| Damendoppel  | Elena Shimko Marina Yakusheva  | Judith Baumeyer Fabienne Baumeyer | Hana Procházková Ivana Vilimkova |
| Damendoppel  | Elena Shimko Marina Yakusheva  | Judith Baumeyer Fabienne Baumeyer | Maya Ivanova Petya Nedelcheva    |
| Mixed        | Nikolai Sujew Marina Yakusheva | Russell Hogg Kirsteen McEwan      | Pascal Bircher Judith Baumeyer   |
| Mixed        | Nikolai Sujew Marina Yakusheva | Russell Hogg Kirsteen McEwan      | Andrej Pohar Maja Pohar          |

## Finalergebnisse
| Disziplin    | Sieger                         | Finalist                          | Ergebnis                |
| ------------ | ------------------------------ | --------------------------------- | ----------------------- |
| Herreneinzel | Nabil Lasmari                  | Andrej Pohar                      | 3–7, 7–2, 1–7, 7–3, 7–3 |
| Dameneinzel  | Maja Pohar                     | Petya Nedelcheva                  | 2–7, 7–0, 8–6, 7–2      |
| Herrendoppel | Nikolai Sujew Stanislav Pukhov | Wouter Claes Frédéric Mawet       | 7–2, 1–7, 7–5, 7–3      |
| Damendoppel  | Elena Shimko Marina Yakusheva  | Judith Baumeyer Fabienne Baumeyer | 7–0, 7–0, 7–0           |
| Mixed        | Nikolai Sujew Marina Yakusheva | Russell Hogg Kirsteen McEwan      | 7–5, 7–3, 7–2           |